# Repräsentantenhaus von New Hampshire
Das Repräsentantenhaus des Staates New Hampshire (engl. amtlich: House of Representatives of the State of New Hampshire, informell: New Hampshire House of Representatives) ist das Unterhaus des New Hampshire General Court, der Legislative des US-Bundesstaates New Hampshire.
Die Parlamentskammer setzt sich aus 400 Abgeordneten zusammen, die in über 100 Wahlkreisen bestimmt werden. Jeder Wahlkreis umfasst eine Zahl von durchschnittlich 3.000 Einwohnern. Die Abgeordneten werden jeweils für zweijährige Amtszeiten gewählt. Der Sitzungssaal des Repräsentantenhauses befindet sich gemeinsam mit dem Senat im New Hampshire State House in der Hauptstadt Concord.

## Entschädigung der Abgeordneten
Gemäß Artikel 15 der Verfassung des Staates New Hampshire erhalten die Mitglieder des Repräsentantenhauses für ihre gesamte zweijährige Amtszeit eine Aufwandsentschädigung in Höhe von 200 US-Dollar; der oder die Sprecherin des Repräsentantenhauses erhält eine erhöhte Entschädigung von 250 US-Dollar. Für höchstens 45 Sitzungstage werden darüber hinaus Fahrtkostenzuschüsse gewährt. Darüber hinausgehende Entschädigungen wie Sitzungsgelder werden nicht gezahlt.

## New Hampshire State House
Anders als in vielen staatlichen Legislativen gibt es bei der von New Hampshire keinen "Kreuzgang". Die Abgeordneten beider Parteien sitzen teilweise voneinander getrennt in fünf Abschnitten. Nachdem ein Abgeordneter einen Platz eingenommen hat, macht dieser eine der sich am Platz befindlichen Kennzeichnungsleuchten an und drückt so seine Parteizugehörigkeit aus (Vorsitzender und Parteiführer in Grün, Non-Chairs in Rot). Der Standort eines Parteisitzes ist nicht fest, er wird häufig durch die persönliche Vorliebe eines Senators entschieden. Der sechste Abschnitt, der dem Speaker of the House vorbehalten ist, ist eine Ausnahme.